# Хавутчу, Тайфур
Тайфур Хавутчу (нем. и тур. Tayfur Havutçu, абх. Таифыр Маршьан; род. 23 апреля 1970, Ханау, Гессен) — турецкий и немецкий футбольный тренер. Известен по выступлениям за «Бешикташ» и сборную Турции. Участник чемпионата Европы 2000 года, бронзовый призёр чемпионата мира 2002 года.

## Клубная карьера
В профессиональном футболе Тайфур дебютировал в немецком клубе «Дармштадт 98», но уже на следующий год, в 1993 году, перешёл в турецкий «Фенербахче». В турецком чемпионате Тайфур провёл всю оставшуюся часть своей карьеры. Отыграв по два сезона за «Фенербахче» и «Коджаэлиспор», в 1997 году оказался в «Бешикташе», за который играл до конца карьеры, проведя за него более 200 матчей и завоевав в его составе все основные трофеи турецкого футбола. За годы своего выступления за «Бешикташ» Тайфур стал настоящей легендой клуба и был включён в символическую сборную «Бешикташа» всех времён.

## Карьера в сборной
В составе национальной сборной Тайфур дебютировал в 1994 году. Всего в составе сборной провёл 45 матчей, в которых забил 6 голов. Стал бронзовым призёром чемпионата мира 2002 года. Принимал участие в чемпионате Европы 2000 года.

## Тренерская карьера
После завершения карьеры футболиста Тайфур стал тренером в «Бешикташе», где основное время работал ассистентом главного тренера, но на короткие периоды несколько раз становился главным тренером.

## Достижения
«Коджаэлиспор»
- Обладатель Кубка Турции (1): 1996/97

«Бешикташ»
- Чемпион Турции (1): 2002/03
- Обладатель Кубка Турции (1): 1997/98
- Обладатель Суперкубка Турции (2): 1998, 2006
- Обладатель Кубка Премьер-министра (1): 1997

Сборная Турции
- Бронзовый призёр чемпионата мира по футболу (1): (2002)